# 舞鶴駐屯地 (舞鶴分屯地)
舞鶴駐屯地（まいづるちゅうとんち）は、京都府舞鶴市字泉源寺175に所在していた警察予備隊、後に保安隊の駐屯地。舞鶴分屯地（まいづるぶんとんち）は、同地に所在していた舞鶴弾薬支処等が駐屯していた陸上自衛隊福知山駐屯地の分屯地。1966年（昭和41年）4月1日に廃止された。

## 沿革
警察予備隊舞鶴駐屯地
- 1950年（昭和25年）8月25日：舞鶴駐屯地が開設。
  - 警察予備隊発足により、舞鶴市泉源寺の旧海兵団跡地（現在の海上自衛隊舞鶴教育隊の場所）に舞鶴部隊が駐屯[1]。
- 1951年（昭和26年）
  - 3月28日：第902重輸送車両中隊が編成完結。
  - 5月1日：第3管区隊発足により、第7連隊第3大隊及び第14中隊、第3衛生大隊、第3通信中隊、第3偵察中隊が編成完結。
  - 5月11日：第902重輸送車両中隊が宇治駐屯地へ移駐。
  - 12月3日：第3衛生大隊、第3通信中隊、第3偵察中隊が伊丹駐屯地へ移駐。
- 1952年（昭和27年）
  - 6月25日：第7連隊第14中隊が福知山駐屯地へ移駐。
  - 7月9日：第7連隊第3大隊が久居駐屯地へ移駐。

保安隊舞鶴駐屯地
- 1952年（昭和27年）
  - 10月15日：保安隊へ移管[2]。保安隊舞鶴駐屯地となる。
  - 11月22日：独立第531施設大隊、独立第533施設大隊が編成完結。
- 1953年（昭和28年）
  - 2月16日：独立第533施設大隊が幌別駐屯地へ移駐。
  - 2月25日：独立第531施設大隊が久居駐屯地へ移駐。保安隊舞鶴駐屯地が廃止[3]。

陸上自衛隊福知山駐屯地舞鶴分屯地
- 1955年（昭和30年）5月14日：陸上自衛隊福知山駐屯地舞鶴分屯地が開設。陸上自衛隊関西地区補給処舞鶴弾薬支処が編成完結。
- 1966年（昭和41年）4月1日：舞鶴弾薬支処が廃止。舞鶴分屯地が廃止[4]。

## 駐屯していた部隊等
警察予備隊
- 第902重輸送車両中隊
- 第3衛生大隊
- 第3通信中隊
- 第3偵察中隊
- 第7連隊第3大隊及び第14中隊

保安隊
- 独立第531施設大隊
- 独立第533施設大隊

陸上自衛隊
- 舞鶴弾薬支処